# جوناس كورنيليوس فالك
جوناس كورنيليوس فالك هو سياسي نرويجي، ولد في 1844، وتوفي في 1915. حزبياً، نشط في الحزب الليبرالي. وقد انتخب نائب عضو برلمان النرويج ‏.